# Liste der Baudenkmale in Berkenbrück
In der Liste der Baudenkmale in Berkenbrück sind alle Baudenkmale der brandenburgischen Gemeinde Berkenbrück und ihrer Ortsteile aufgelistet. Grundlage ist die Veröffentlichung der Landesdenkmalliste mit dem Stand vom 31. Dezember 2022. Die Bodendenkmale sind in der Liste der Bodendenkmale in Berkenbrück aufgeführt.

## Denkmale
In den Spalten befinden sich folgende Informationen:
- ID-Nr.: Die Nummer wird vom Brandenburgischen Landesamt für Denkmalpflege vergeben. Ein Link hinter der Nummer führt zum Eintrag über das Denkmal in der Denkmaldatenbank. In dieser Spalte kann sich zusätzlich das Wort Wikidata befinden, der entsprechende Link führt zu Angaben zu diesem Denkmal bei Wikidata.
- Lage: die Adresse des Denkmales und die geographischen Koordinaten. Link zu einem Kartenansichtstool, um Koordinaten zu setzen. In der Kartenansicht sind Denkmale ohne Koordinaten mit einem roten beziehungsweise orangen Marker dargestellt und können in der Karte gesetzt werden. Denkmale ohne Bild sind mit einem blauen bzw. roten Marker gekennzeichnet, Denkmale mit Bild mit einem grünen beziehungsweise orangen Marker.
- Bezeichnung: Bezeichnung in den offiziellen Listen des Brandenburgischen Landesamtes für Denkmalpflege. Ein Link hinter der Bezeichnung führt zum Wikipedia-Artikel über das Denkmal.
- Beschreibung: die Beschreibung des Denkmales
- Bild: ein Bild des Denkmales und gegebenenfalls einen Link zu weiteren Fotos des Baudenkmals im Medienarchiv Wikimedia Commons

| ID-Nr.                           | Lage                  | Bezeichnung | Beschreibung | Bild           |
| -------------------------------- | --------------------- | ----------- | --- | -------------- |
| 09115105                         | Dorfstraße 103 (Lage) | Dorfkirche  | Die evangelische Kirche wurde 1832 erbaut. Vorbild waren Bauten der Schinkel-Schule. Der Turm wurde in den Jahren 1869 bis 1870 hinzugefügt. Die Ausstattung im Inneren stammt aus der Bauzeit. | weitere Bilder |
| 09115976 Teilobjekt zu: 09115105 | Dorfstraße 103 (Lage) | Orgel       | | BW             |